# Sher-e-Bangla Cricket Stadium
El Sher-e-Bangla Cricket Stadium (en bengalí: শের-ই-বাংলা জাতীয় ক্রিকেট স্টেডিয়াম), conocido también como Estadio Mirpur, es un estadio de uso múltiple utilizado principalmente para el críquet ubicado en Daca, capital de Bangladés.

## Historia
El estadio fue construido en 1980 en Mirpur, ciudad ubicada a 10 kilómetros de la capital y el nombre es por el Jefe de Estado Abul Kazem Fazlul Huk, conocido como Sher-e-Bangla (en español: Tigre de Bengala).
El primer evento importante que albergó el estadio fue la Copa de Clubes de Asia 1987 y era la sede de la selección nacional de fútbol hasta que se mudaron al Bangabandhu National Stadium en 2004, año en el que la Bangladesh Cricket Board tomó la administración del estadio para ser utilizado como estadio de críquet.
En 2006 el estadio fue remodelado eliminando la demarcación de fútbol y la pista de atletismo, y fue una de las sedes de la Copa Mundial de Críquet de 2011, de la Copa Asiática de Críquet en las ediciones de 2012, 2014 y 2016.
El estadio actualmente es sede de la mayor parte de los partidos de la Liga Nacional de Críquet desde 2004.
En 2014 fue sede del ICC World Twenty20 en masculino y femenino

## Galería

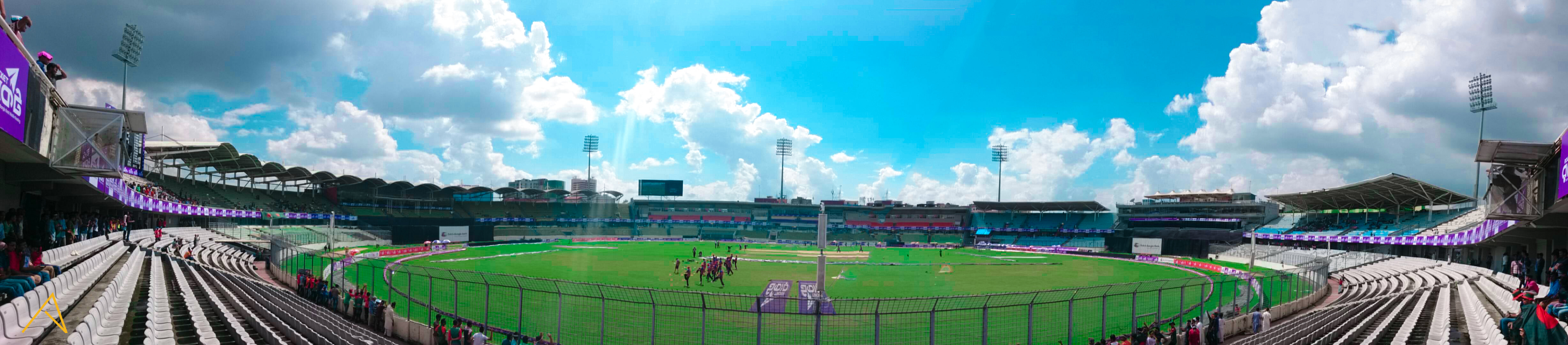
Vista panorámica del Sher-e-Bangla National Stadium.
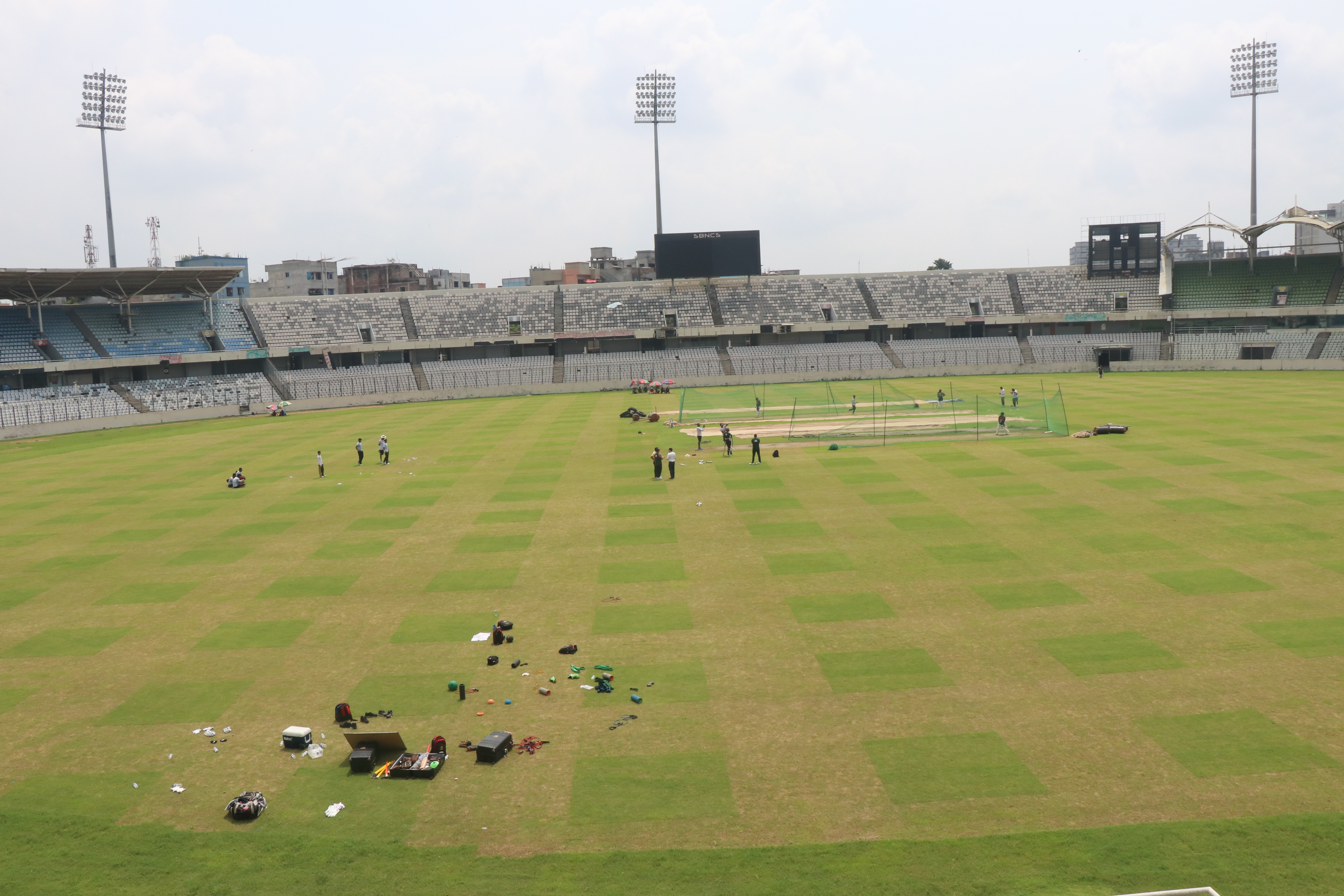
Sesión de entrenamiento dentro del estadio.
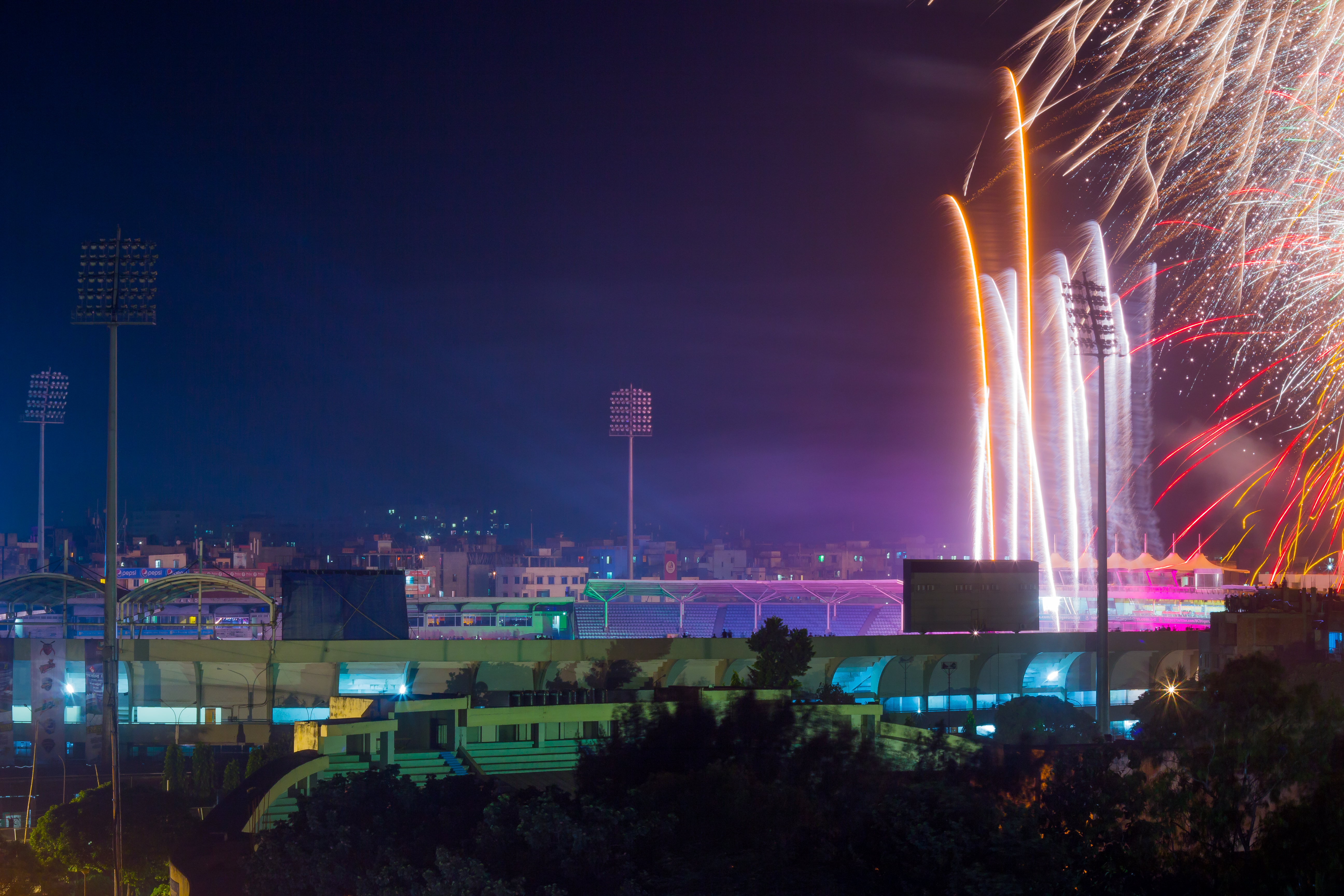
Ceremonia de apertura de la temporada 2015 de la Liga Nacional de Críquet en el Sher-e-Bangla National Cricket Stadium.
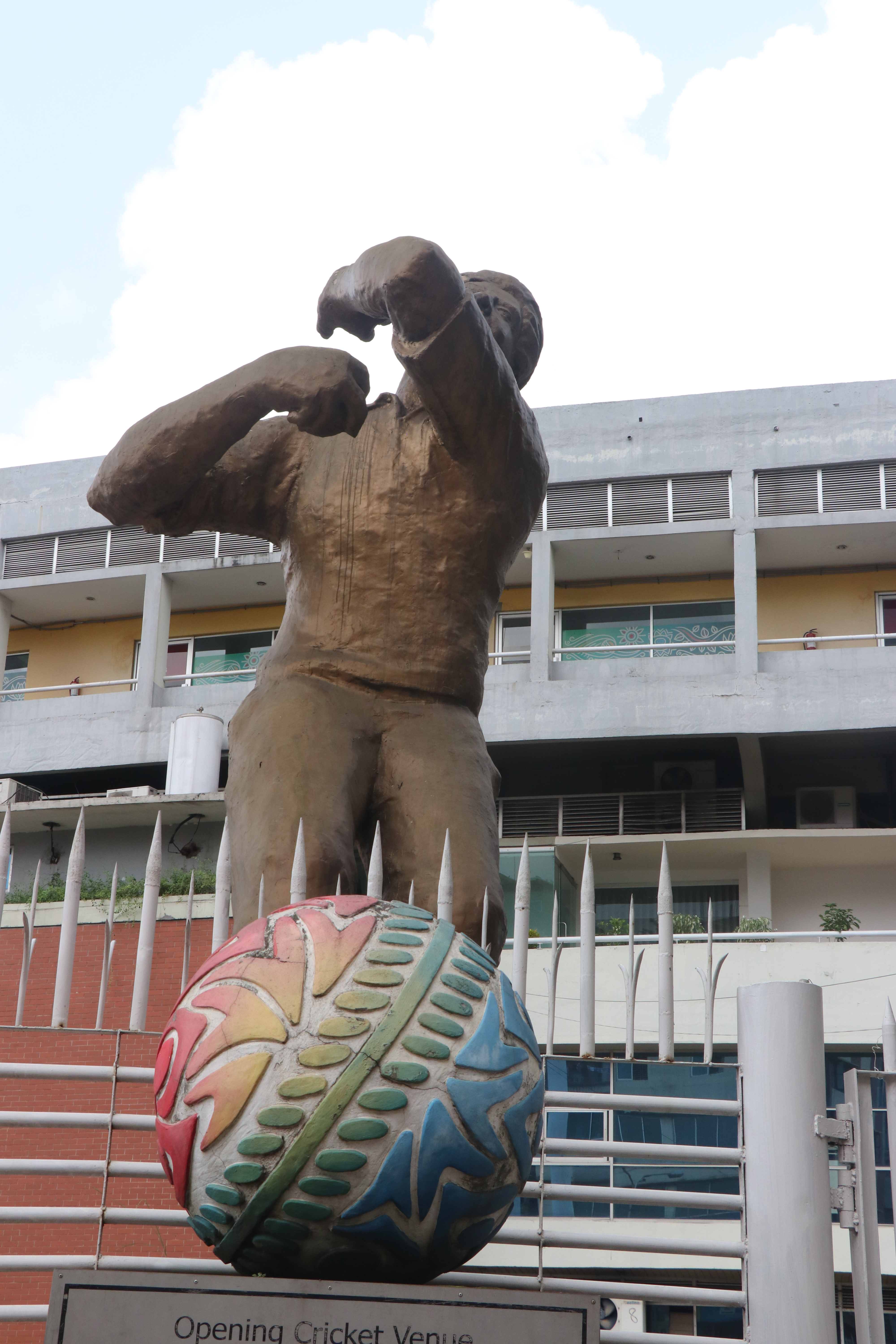
Monumento al Críquet en la entrada del Sher-e-Bangla Cricket Stadium por la Bangladesh Cricket Board (BCB).